# دارين ليل
دارين ليل (بالإنجليزية: Darren Lill) هو دراج جنوب أفريقي، ولد في 20 أغسطس 1982 في كيب تاون في جنوب أفريقيا.

## وصلات خارجية
- دارين ليل على موقع الاتحاد الدولي للدراجات (الإنجليزية)
- دارين ليل على موقع أرشيف الدراجات (الإنجليزية)
- دارين ليل على موقع إحصائيات الدراجات الإحترافية (الإنجليزية)
- دارين ليل على موقع نسبة الدراجات (الإنجليزية)
- دارين ليل على موقع اتحاد ألعاب الكومنولث (مؤرشف) (الإنجليزية)